# Wim De Decker
 (juin 2022).
Si vous disposez d'ouvrages ou d'articles de référence ou si vous connaissez des sites web de qualité traitant du thème abordé ici, merci de compléter l'article en donnant les références utiles à sa vérifiabilité et en les liant à la section « Notes et références ».
Pour les articles homonymes, voir De Decker.
Wim De Decker, né le 6 avril 1982 à Tamise en Belgique, est un footballeur international et entraîneur belge qui joue au poste de milieu de terrain. 
Il obtient sa seule et unique sélection en équipe nationale le 11 mai 2006 contre l'Arabie saoudite.

## Biographie

### Carrière d'entraîneur

#### Antwerp
Il devient entraîneur adjoint du club anversois pour la saison 2016-2017.
À la suite du départ du directeur sportif John Bico et des entraîneurs Sadio Demba et Jeffrey Frentmeister, Wim de Decker est désigné T1 intérimaire pour le reste de la saison, avec mission de ramener l'Antwerp en D1.
À la fin de la saison, il permet la remontée du club en Jupiler Pro League en gagnant le championnat de D1B.
Le 13 juin 2017, Wim de Decker signe un nouveau contrat de trois ans en tant qu'entraîneur-adjoint de László Bölöni.

#### La Gantoise
Le 28 mai 2020, il signe un contrat de deux ans en tant qu’entraîneur-adjoint à la Gantoise.
Il devient l'entraîneur principal du club gantois le 14 septembre 2020, à la suite de l'éviction de László Bölöni.
Le 3 décembre 2020, il est démis de ses fonctions après une cinquième défaite consécutive du club en Ligue Europa.

#### KMSK Deinze
Le 4 mars 2021, Wim de Decker est nommé entraîneur principal du KMSK Deinze à partir de la saison 2021-2022.
À la fin de la saison, Deinze finit 4e du championnat de D1B. Insuffisant toutefois pour la direction du club qui décide, d'un commun accord avec l'intéressé, de mettre fin à son contrat et celui de son staff.

## Palmarès
- Vainqueur de la coupe de Belgique en 2005 (GB Anvers)